# 妙教寺 (栗原市)
妙教寺（みょうきょうじ）は、宮城県栗原市に所在する日蓮正宗の寺院。山号は石柳山（せきりゅうざん）。

## 起源と歴史
- 1287年（弘安10年）10月13日 - 建立される。開基は日蓮正宗第3祖日目。
  - 三浦氏、吉田氏、古田氏、宮野氏などの地頭職にあった豪族をはじめとする法華講衆が法華堂を建立したことにはじまる。
- 古田氏は伊達政宗の攻撃を受けた際、寺院の焼失を防ぐために自邸に火を放ち、妙教寺への類焼を防いだと言われている。
- 1764年（明和元年） - 仙台に大石寺の末寺を建立しようとしたため、それに反対する他宗の僧侶や役人により、仙台法難が起こり、覚林日如贈上人は網地島に流され、有力信徒であった伊達家の家臣天童家は廃絶されるなどの苦難を強いられる。
  - 大石寺第43世日相は仙台法難の犠牲者である賀川権八の息子である。
- 1804年（文化元年） - 洞ノ口法難が起こる。
- 1987年（昭和62年） - 創立700周年法要が行われる。

## 文化財
山門
門柱の前後に控柱を2本ずつ、左右合わせて4本立てた四脚門の形式をしており、桁行は3.09m、梁間は1.54m。意匠的には前後対称となっており、屋根は銅板葺の切妻造、素木造で虹梁、大瓶束、蟇股、木鼻等の各所に珍しい手法が見られる。寺伝によると室町時代、1394年頃の建立とも伝えられる。1957年（昭和32年）に突風によって半壊したが、翌年には修復された。1986年5月13日、県から有形文化財に指定された。
祖師堂
2004年（平成16年）9月21日、市から有形文化財に指定された。

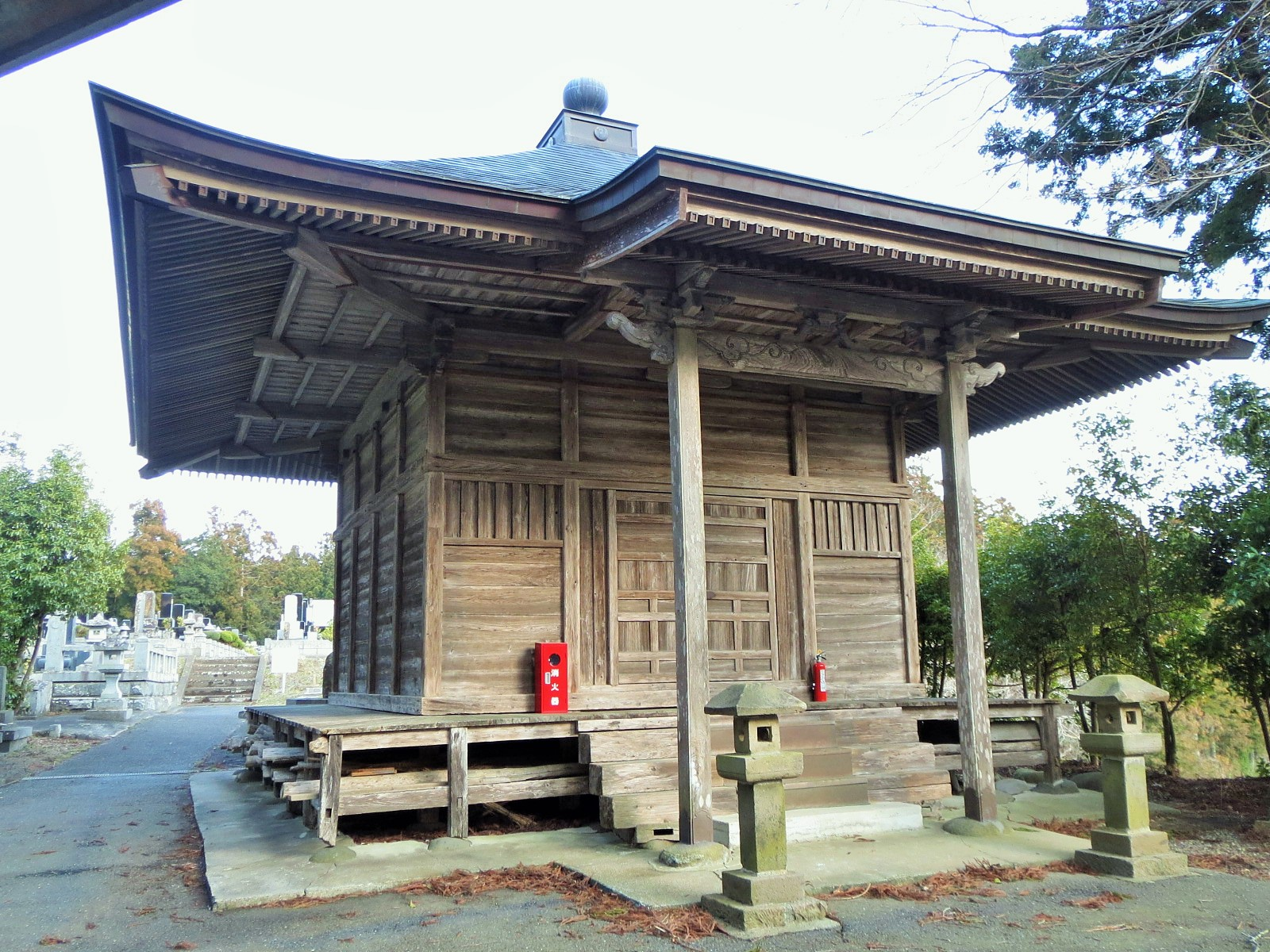
祖師堂
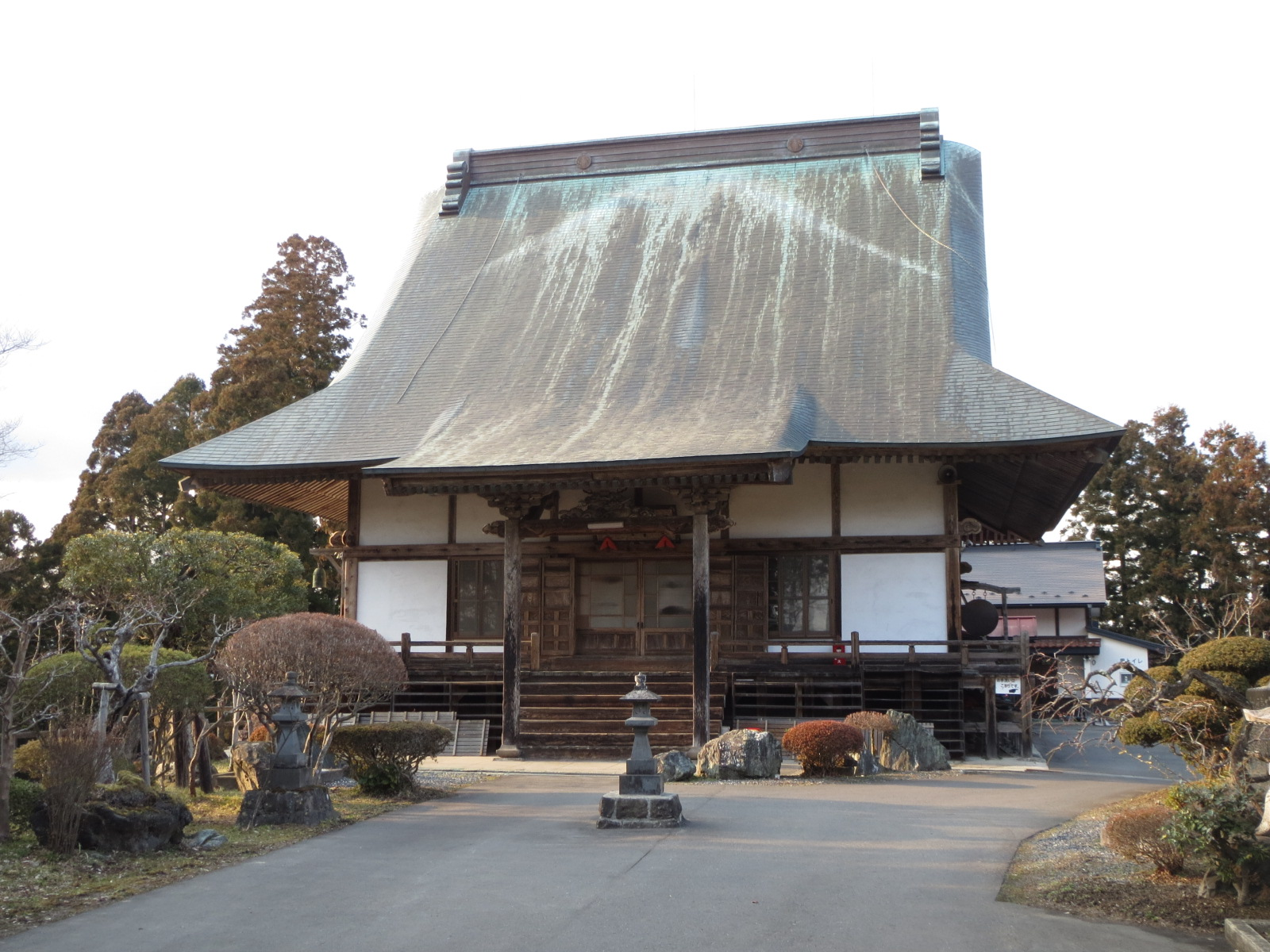
本堂

## 寺院周辺
- 双林寺 (栗原市)
- 栗原市役所
- 山王史跡公園

## 交通アクセス
- 東北自動車道築館インターチェンジより車で10分。
- 東北新幹線くりこま高原駅より車で15分。